# Randia thurberi
Randia thurberi là một loài thực vật có hoa trong họ Thiến thảo. Loài này được S.Watson miêu tả khoa học đầu tiên năm 1889.